# Saltério dos Apalaches
Saltério dos Apalaches (em inglês: Appalachian dulcimer), também conhecido como saltério das Montanhas Apalaches (em inglês: Mountain Dulcimer), é um instrumento de cordas com trastes, da família da cítara, utilizado na música folclórica americana. É oriundo da região dos montes Apalaches, de onde deriva seu nome. Tornou-se bastante conhecido na década de 2000 em razão do constante uso que a cantora e atriz Cyndi Lauper tem feito de tal instrumento. No Brasil, o saltério dos Apalaches é utilizado pela banda  de grunge e rock alternativo A Primitiva Sociedade Romântica. .

## Produção

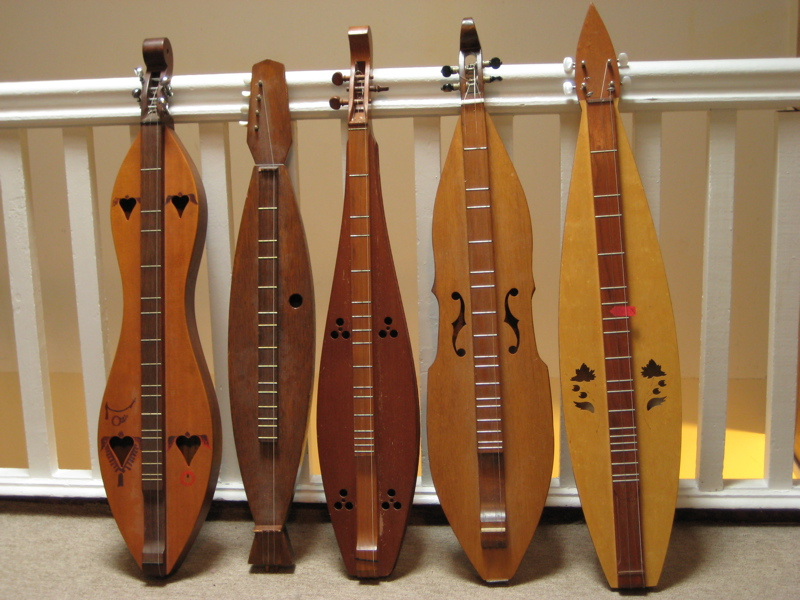
Saltério dos Apalaches.

A fabricação de saltérios nos Apalaches é frequentemente realizada por pequenas empresas familiares localizadas no sul dos Estados Unidos e particularmente na região dos montes Apalaches. O livro do luthier John Bailey fornece instruções para a construção de um saltério típico.
No Brasil, a Dulcimer Brasil  fabrica o saltério dos Apalaches tradicional, a variante "cortejo", o "braço duplo" e o "curvado", que é tocado com arco. 